# Sitio del Monasterio de la Trinidad y de San Sergio
El Sitio del Monasterio de la Trinidad y de San Sergio (del ruso: 'Троицкая осада, Троицкое сидение') fue un infructuoso intento del ejército irregular polaco-lituano que apoyaba Dimitri II de capturar el Monasterio de la Trinidad y de San Sergio. El asedio duró 16 meses, del 23 de septiembre de 1608 al 12 de enero de 1610.
En septiembre de 1608, el ejército polaco-lituano de unos 15.000 hombres (liderados por Jan Piotr Sapieha y Alexander Lisowski) sometió a asedio a la fortaleza del monasterio de la Trinidad (del ruso: Troitse-Sérguiyeva Lavra), la cual protegía la periferia septentrional de Moscú. La guarnición rusa (estimada en entre 2.200 y 2.400 hombres) estaba compuesta por dvoryane, streltsí, sirvientes del monasterio, monjes y campesinos, liderados por el voivoda príncipe Grigori Dolgorúkov y Alekséi Golojvástov.
A principios de octubre de 1608, los atacantes comenzaron a hacer minas para derribar los muros del monasterio. Los numerosos asaltos que llevaron a cabo entre octubre y noviembre fueron rechazados con éxito por los rusos y resultaron en duras pérdidas para el ejército polaco-lituano. Los sitiados realizaban frecuentes salidas, una de las cuales acabaría con la explosión de una mina debajo de una torre del monasterio y la destrucción de una batería del enemigo en la Montaña Roja, donde murieron dos campesinos -Shípov y Sloba.
No hubo una actividad significativa militar desde finales de noviembre de 1608 hasta mayo de 1609, pero la guarnición sitiada sufrió muchas bajas debido a un brote de escorbuto. Desde mayo a julio de 1609, los rusos repelieron una serie de ataques enemigos. El 19 de octubre de 1609, y el 4 de enero de 1610, llegaron a la fortaleza refuerzos bajo el mando de David Zherebtsov (900 hombres) y Grigori Volúyev (500 hombres). Ante la amenaza que suponía el ejército de Mijaíl Skopín-Shuiski, las tropas polaco-lituanas levantaron el asedio el 12 de enero de 1610, retirándose a Dmítrov.